# Jennifer Maiden
Pour les articles homonymes, voir Maiden.
Jennifer Maiden, née le 7 avril 1949 à Penrith (Nouvelle-Galles du Sud, en Australie), est une poétesse et romancière australienne.

## Biographie
Elle commence à écrire professionnellement à la fin des années 1960 et elle continue à être active dans la scène littéraire de Sydney pendant plusieurs décennies. Elle obtient un baccalauréat université ès lettres de la Macquarie University au début des années 1970.
Elle a publié 25 livres : 21 recueils de poésie et 4 romans.
Elle a une fille, Katharine Margot Toohey. Hormis l'écriture, Jennifer Maiden organise des ateliers pour écrivains en collaboration avec plusieurs organisations littéraires, communautaires et éducatives. Elle a écrit (avec Margaret Bennett, directrice de «The New South Wales Torture and Trauma Rehabilitation Service») un manuel qui contient des questions pour faciliter l'écriture des victimes de la torture et du traumatisme.

## Œuvre

### Recueils de poésie
- The Problem of Evil (1975)
- The Occupying Forces (1975)
- Mortal Details (1977)
- Birthstones (1978)
- The Border Loss (1979)
- For The Left Hand (1981)
- The Trust (1988)
- Bastille Day (1990)
- Selected Poems of Jennifer Maiden (1990)
- The Winter Baby (1990)
- Acoustic Shadow (1993)
- Mines (1999)
- Friendly Fire (2005)
- Pirate Rain (2009)
- Intimate Geography: Selected Poems 1991-2010 (2012)
- Liquid Nitrogen (2012)
- The Violence of Waiting (2013)
- Drones and Phantoms (2014)
- The Fox Petition (2015)
- The Metronome (2016)

### Romans
- The Terms (1982)
- Play With Knives (2016)
- Play With Knives: Two: Complicity (2016)
- Play With Knives: Three: George and Clare and the Grey Hat Hacker (2016)
- Play With Knives: Four: George and Clare, the Baby and the Bikies (2017)

## Récompenses et distinctions
- Prix de poésie Kenneth Slessor
- Christopher Brennan Award (en)